# Lamine Diarra
Pour les articles homonymes, voir Diarra.
Lamine Diarra, né le 20 décembre 1983 à Bignona (Sénégal), est un footballeur sénégalais qui évolue au poste d'attaquant.

## Biographie
Après avoir été demi-finaliste de la Ligue des champions de la CAF en 2004 avec le ASC Jeanne d'Arc (il a d'ailleurs marqué 2 buts lors de ces 2 matchs contre l'Étoile du Sahel, 2-1 et 0-3), il part du Sénégal en 2005. Il pense arriver en Turquie, alors que son agent l'envoie en Bosnie, au HSK Zrinjski Mostar. Il prend son mal en patience et déclare même plus tard "’Entre le froid et la difficulté de communiquer avec les gens, je ne menais pas large et je me posais beaucoup de questions sur mon choix". Ses performances, surtout lors de sa deuxième saison, font qu'il est remarqué par des recruteurs et s'engage pour Beira-Mar en 2007. Il joue peu et le club est relégué. Ne désirant pas jouer en Liga Vitalis (D2), il repart en ex-Yougoslavie, en Serbie, cette fois-ci, où le championnat est plus relevé et une meilleure exposition médiatique.
FK Partizan Belgrade
Le 4 juillet 2007, Diarra a signé un contrat de trois ans avec le Partizan et a reçu le numéro 26. Il fait ses débuts au Partizan en Coupe UEFA en inscrivant 3 buts contre le HSK Zrinjski Mostar, son ancienne équipe, le 19 juillet 2007.
En demi-finale de la Coupe de Serbie, il marque deux des trois buts de son équipe contre l'Étoile rouge de Belgrade (victoire de 3-2). Il a également inscrit un hat-trick lors de la finale de la Coupe de Serbie 2008 (victoire de 3-0 contre Zemun).
Pour sa première saison à Belgrade, il a fait 31 apparitions en championnat et inscrit 12 buts. Il réalise le doublé Coupe-Championnat et termine également deuxième meilleur buteur d'Europe. Grâce à ses performances, le club lui propose une prolongation de contrat de 4 ans et une clause libératoire de 3 millions d'euros". 
Lors de la saison 2008-2009, il inscrit son premier but contre l'Inter Bakou (champion d'Azerbaïdjan 2008) lors du 2e tour préliminaire de la Ligue des Champions 2008-09 (victoire de 2-0). Éliminé de la Ligue des champions par Fenerbahçe SK, le club joue finalement jouer la Coupe UEFA. Malheureusement tombé dans un groupe difficile (FC Séville, Sampdoria, Standard de Liège et VfB Stuttgart), le Partizan est éliminé. Le sénégalais en profite pour inscrire un nouveau but lors de la défaite 1-2 contre la Sampdoria. 
Le 7 mars 2009, il joue son 50e match en SuperLiga Serbe lors du match contre Habitfarm Ivanjica et marque le but gagnant pour le Partizan.
Diarra a été le meilleur buteur de la SuperLiga Serbe 2009 avec 19 buts. Il était aussi l'un des huit joueurs nommés du Partizan dans l'équipe de l'année de la SuperLiga Serbe 2008-2009.
Carrière internationale
Le 14 octobre 2009, il a été sélectionné pour la première fois en équipe nationale sénégalaise pour un match amical contre la Corée du Sud.

## Palmarès
- Championnat de Serbie :
  - Champion en 2008, 2009, 2010 (FK Partizan).
  - Meilleur buteur en 2009 (FK Partizan).
- Coupe de Serbie :
  - Vainqueur en 2008, 2009 (FK Partizan).
  - Meilleur buteur en 2008 (FK Partizan).
- Championnat de Bosnie-Herzégovine :
  - Vice-champion en 2007 (Zrinjski Mostar).